# Битка в долината Я Дзанг
Битката при Я Дзанг (на английски: Battle of Ia Drang) е първата голяма битка между армиите на САЩ и Северен Виетнам.

## Предистория
На 17 ноември 1965 г., 1-ви батальон от 7-а кавалерия на американската армия е изпратен в долината Я Дзанг в провинция Жиа Лай, Южен Виетнам с „простата“ задача да неутрализира врага. 7-а кавалерия е спусната от 11-а въздушна дивизия с цел развиване на тактиката за водене на бой с помощта на хеликоптери.
450 души от 1-ви батальон, заедно с полковник Харолд Мур и подкрепления от 2-ри батальон, са „хвърлени“ срещу около 2000 души редовна северновиетнамска армия и H15 батальон на партизаните от Виет Конг. Основната цел на северновиетнамската армия е да раздели Южен Виетнам на две. Те примамват американците със серия от малки атаки в областта. Научават се как да неутрализират новите тактики и технологии, използвани от американската армия във войната.
В района на битката има малко на брой надеждни пътища, което прави местността идеално място за силите на Северен Виетнам и Виет Конг. Частите на САЩ са спуснати с хеликоптери Хюи (Huey), за да разчистят зоната за кацане X-Ray. Хеликоптерите са използвани също за доставяне на амуниции и изтегляне на мъртви или ранени войници.

## Битката
Решителната част от битката се води от 14 до 17 ноември, 1965 г.
Началният етап завършва, когато силите на Виет Конг и Северен Виетнам се оттеглят от зоната за кацане X-Ray.
На 16 ноември 1-ви батальон е подкрепен от 2-ри батальон на 7-а кавалерия и 1-ви батальон на 5-а кавалерия. Същия ден следобед 1-ви батальон от 7-а кавалерия се оттегля за момент и 2-ри батальон на 7-а, заедно с 1-ви от 5-а кавалерия, заема защитни позиции за през нощта. На следващия ден двата батальона се оттеглят до нова зона за кацане. Част от плана е да се използват бомбардировачи В-52 в близост до собствените позиции за първи път. До 13:00 часа американските сухопътни сили се придвижват на безопасно разстояние от зоната на бомбардиране. 2-ри батальон не е спал с дни и теренът, който трябва да се измине, се оказва по-труден от очакваното.
Незащитените части са почти унищожени при засада, устроена от останали северновиетнамски сили между зона X-Ray и близката по-малка зона Albany. Битката при зона Albany се води целия ден и през нощта. Оцелелите са принудени да влязат в ръкопашен бой с противника. В края 2-ри батальон дава повече жертви от всяка друга битка, в която участва през войната във Виетнам. САЩ загубва 234 души, а 242 са ранени. Северен Виетнам губи 1037, а ранените войници се оценяват на 1365.

## Последици
Комбинацията от въздушна подкрепа и артилерия се оказва много ефективна в постигане на поставените цели. Северен Виетнам и Виет Конг разбират, че могат да смекчат тази ефективност, ако нападат американците от близко разстояние. По-късно тази тактика ще бъде наречена от тях: „вмъкни се между врага и неговия пояс“.

### Екранизация
Битката при Я Дзанг е обект на филма „Бяхме войници“ (We Were Soldiers, 2002 г.), който е базиран на книгата на полковник Харолд Мур – „Бяхме войници... и млади“ („We were soldiers once... and young“), написана с помощта на Джоузеф Галоуей, репортер бил на бойното поле по време на битката.